# ماکسیم مارینین
ماکسیم مارینین (روسی: Максим Викторович Маринин؛ زادهٔ ۲۳ مارس ۱۹۷۷) اسکیت‌باز نمایشی اهل روسیه بود.